# Paul Neergaard
Pierre Paul Ferdinand Mourier de Neergaard (19 de febrero de 1907 – 13 de noviembre de 1987) fue un agrónomo y micólogo danés. Se le considera el padre de la patología de semillas, cuyo término acuñó junto con la escocesa Mary Noble en los años 1940.

## Biografía
Neergaard (licenciado en 1932 y doctorado en 1935 y 1945), se formó en patología de semillas en la Real Universidad Veterinaria y Agrícola de Copenhague, Dinamarca. Fue director del Instituto danés de patología de semillas para países en desarrollo de Copenhague (DGISP). De 1956 a 1974 fue el presidente del Comité de enfermedades de plantas de la Asociación Internacional de Control de Semillas (ISTA). Durante su desempeño como presidente del ISTA ayudó a estandarizar algunos métodos para la detección de hongos en semillas.
Neergaard fue el autor del libro Seed Pathology (Patología de Semillas ,1977, dos volúmenes), centrado en la patología de las semillas y que ha servido como referencia para la disciplina de patología de semillas en todo el mundo. Junto con Mary Noble y Jo de Tempe, escribió la Annotated List of Seed-borne Diseases (4.ª edición, ISTA , 1990).
Neergard ejerció la docencia en universidades de Beirut (Líbano) e Mysore (Karnataka, India) y fue miembro de varias academias nacionales y sociedades internacionales.
También fue un promotor activo de la lengua internacional esperanto, como miembro de la Academia de Esperanto y como autor de varios libros en esa lengua sobre ciencia y lingüística.

## Obras
- Seed Pathology  (John Wiley & Sons, 1977)
- Annotated List of Seed-borne Diseases (4ª edición, ISTA , 1990)
- 1.-15. Årsberetning fra J. E. Ohlsens Enkes plantepatologiske laboratorium.

### En Esperanto
- Atakoj kontraŭ ĝardenplantoj
- La vivo de la plantoj
- Terminaro Hortikultura (diccionario en seis lenguas)
- Eta Krestomatio
- Tra Densa Mallumo
- Fremdvortoj en Esperanto
- Scienco kaj Pseŭdoscienco pri Heredo kaj Raso
- La Esperantologio kaj ties Disciplinoj. Taskoj kaj Rezultoj